# Idiocera sperryana
Idiocera sperryana är en tvåvingeart som först beskrevs av Alexander 1948.  Idiocera sperryana ingår i släktet Idiocera och familjen småharkrankar. Inga underarter finns listade i Catalogue of Life.